# Solo chitarre
Solo chitarre è un doppio album dal vivo del cantautore Claudio Baglioni. Si tratta di un live chitarre e voce registrato al Cinema Adriano il 3 Febbraio 2005 e pubblicato in esclusiva per gli iscritti a Clab.

## Tracce

### Disco 1
1. Yesterday
2. Acqua dalla luna
3. Con tutto l'amore che posso
4. Ragazza di Campagna
5. Mai più come te
6. Fratello sole sorella luna
7. Stai su
8. Mille giorni di te e di me
9. Lampada osram
10. Fotografie
11. E tu
12. Sabato pomeriggio
13. E tu come stai
14. La vita è adesso

### Disco 2
1. Solo
2. Cincinnato
3. Io dal mare
4. Doremifasol
5. Quei due
6. Avrai
7. Porta Portese
8. Amore bello
9. Questo piccolo grande amore
10. Signora Lia
11. Io sono qui
12. Cuore di aliante
13. Sono io
14. Strada Facendo

## Crediti
Realizzato da Bag Produzioni
Realizzato per ClaB
Studio di registrazione – Studio 58 - Roma
Progetto grafico – Artwork Conceptcut
Registrato al Cinema Adriano il 3 Febbraio 2005 - Roma
Solo per gli associati a ClaB Associazione Culturale